# Eton College
Eton College – jedna z najstarszych w Anglii szkół męskich z internatem. Znajduje się w Eton w Berkshire.

## Historia
Założył ją w 1440 roku król Anglii Henryk VI jako The King’s College of Our Lady of Eton beside Windsor. W rok później powołał King’s College Cambridge, gdzie wychowankowie Eton mieli kontynuować naukę. Początkowo w szkole miało bezpłatnie pobierać nauki 70 chłopców pochodzących z ubogich warstw społecznych (Collegers) oraz pewna liczba uczniów opłacających czesne (Oppidans, czyli mieszkańców miasta, od łacińskiego oppidum). Współcześnie Eton ma około 1300 wychowanków, wyłącznie chłopców w wieku 13–18 lat, w tym pewną liczbę spoza Wielkiej Brytanii. Motto szkoły brzmi Floreat Etona (Niech rozkwita Eton).

## Absolwenci
Wśród wychowanków Eton są m.in. książę Wellington – zwycięzca spod Waterloo i później premier Wielkiej Brytanii (premierami było w sumie 19 etończyków, w tym David Cameron), pisarze (Aldous Huxley, George Orwell, Ian Fleming), uczeni (Robert Boyle, John Herschel), dowódcy wojskowi, odkrywcy, a także dandys i rewolucjonista mody męskiej – Beau Brummell.